# Оксана Бајул
Оксана Сергејевна Бајул (укр. Оксана Сергіївна Баюл; Дњепропетровск, 16. новембар 1977) бивша је украјинска клизачица у уметничком клизању. Освојила је сребро на Европском првенству у уметничком клизању 1993. и злато на Зимским олимпијским играма 1994. Оксана Бајул је прва и до данас једина клизачица која је освојила злато на Зимским олимпијским играма представљајући Украјину. 

## Биографија
Оксана Бајул је рођена у 16. новембра у Дњепропетровску, у Украјини. Њени родитељи су се развели кад је имала само две године. О њој се бринула мајка и њени родитељи. Њен деда је умро 1987, бака 1988, а мама 1991, изненада када јој је дијагностикован рак јајника. Њен отац, Сергеј, се појавио на њеној сахрани, али је тада четрнаестогодишња Оксана рекла да не жели да има ништа с њим. О њој се од тада бринула породица њеног тренера, Станислава Коритека. 
У јануару 1997, Оксана је била ухапшена због вожње у алкохолисаном стању након што је слупала њен ауто у дрво у Конектикату. Оптужбе су одбачене након што је она испунила услове условне казне и завршила један рехабилитациони програм. Међутим, она је наставила да конзумира алкохол, и у мају 1997. она је опет ушла у нови програм за одвикавање од алкохола који је трајао два и по месеца. У интервјуу 2004. Бајулова је рекла да је трезна већ шест година, говорећи: 
| „ | Ово је важније од олимпијског злата. | ” |

Студирала је на Одеси на Педагошком заводу. Од 1994. године, одмах након Зимских олимпијских игара у Лилехамеру, заменила је спорт послом у САД, у Лас Вегасу, а 2005. се поново посветила професионалном спорту. Оксана Бајул се 2010. године вратила у Украјину са циљем да отвори школу уметничког клизања за децу по светским стандардима. Исте године се и развела од свог супруга.
Објавила је неколико књига о овом спорту и њеном начину живота. О њеном животу снимљен је филм Испуњено обећање 1997. године. Почасни је грађанин Дњепропетровска.

## Резултати
| Међународни            | Међународни | Међународни | Међународни | Међународни | Међународни |
| Догађај                | 1989–90     | 1990–91     | 1991–92     | 1992–93     | 1993–94     |
| ---------------------- | ----------- | ----------- | ----------- | ----------- | ----------- |
| Зимске олимпијске игре |             |             |             |             | 1. место    |
| Светско првенство      |             |             |             | 1. место    |             |
| Европско првенство     |             |             |             | 2. место    | 2. место    |
|                        |             |             |             |             | 1. место    |
| Национални куп         |             |             | 4. место    |             | 2. место    |
| Национални             |             |             |             |             |             |
| Украјинско првенство   |             |             |             | 1. место    | 1. место    |
| СССР првенство         | 12. место   | 10. место   |             |             |             |